# شرطة الأمن الليتوانية
شرطة الأمن الليتوانية (LSP)، والمعروفة أيضًا باسم Saugumas (بالليتوانية: Saugumo policija)،، كانت قوة شرطة محلية تعمل في ليتوانيا المحتلة الألمانية من عام 1941 إلى عام 1944، بالتعاون مع سلطات المحور. وبالتعاون مع شرطة الأمنالنازية والشرطة الأمنية الألمانية (وكالة المخابرات التابعة لشوتزشتافل)، كانت الوحدة تابعة مباشرة لإدارة التحقيقات الجنائية الألمانية (الشرطة الجنائية). شارك في ارتكاب المحرقة في ليتوانيا، واضطهاد المقاومة البولندية والشيوعية.

## الخلفية والتشكيل
عندما احتل الاتحاد السوفياتي ليتوانيا في 15 يونيو 1940، تمت تصفية وزارة الشؤون الداخلية الليتوانية واستبدالها بـالمفوضية الشعبية للشؤون الداخلية السوفياتية. ألقي القبض على العديد من الموظفين السابقين في الوزارة وسُجنوا على أنهم من أعداء الشعب. عندما غزت ألمانيا النازية الاتحاد السوفيتي في 22 يونيو 1941، نظم الليتوانيون انتفاضة يونيو ضد السوفييت على أمل أن يتمكنوا من استعادة استقلال ليتوانيا. لذلك، بدأوا في استعادة مؤسسات الدولة ما قبل السوفييتية في ظل حكومة ليتوانيا المؤقتة . في 24 يونيو 1941، أعادت الحكومة المؤقتة إنشاء وزارة الشؤون الداخلية قبل الحرب مع ثلاث إدارات - أمن الدولة والشرطة والسجون. إدارة أمن الدولة برئاسة فيتوتاس ريفيتس. طلبت الحكومة من جميع الذين عملوا هناك قبل 15 يونيو 1940 تقديم تقرير للعمل. تم إطلاق سراح العديد منهم للتو من السجون السوفيتية.
بعد استيلاء الألمان على ليتوانيا، أصبح من الواضح أن الألمان لم يكن لديهم نية لمنح الاستقلال الذاتي لليتوانيا وتم حل الحكومة المؤقتة في 5 أغسطس 1941. في الوقت نفسه، وجد أن الشرطة ووكالات المخابرات التي أعيد تشكيلها خلال الفترة الانتقالية مفيدة وتم دمجها في نظام الأمن الألماني. أعيد تنظيم إدارة أمن الدولة السابقة لشرطة الأمن الليتوانية.